# 木村太彦
木村 太彦（きむら たひこ）は、日本の漫画家。愛媛県四国中央市出身。男性。代表作は『瀬戸の花嫁』。

## 経歴・人物
『月刊少年エース』の新人漫画賞の第2回奨励賞を受賞。
「余の名はズシオ」を『月刊少年エース』にて1998年8月号より2001年1月号まで連載された。「余の名はズシオ」の1巻発売の際に「石川恵三」から木村太彦に名前を変えた。「ARTIFACT;RED」を『月刊少年ガンガン』2001年1月号から『月刊ガンガンWING』2002年7月号まで連載した。
「瀬戸の花嫁」を『月刊ガンガンWING』2002年9月号から2008年4月号まで連載し『月刊ガンガンJOKER』に移籍し、2010年6月号から12月号まで連載された。

## 作品リスト
- 余の名はズシオ（月刊少年エース1999年1月号 - 2001年1月号、全4巻）
- ARTIFACT;RED（月刊少年ガンガン 2001年1月号 - 月刊ガンガンWING 2002年7月号、全3巻）
- 瀬戸の花嫁（月刊ガンガンWING 2002年9月号 - 2008年4月号→ 月刊ガンガンJOKER 2010年6月号 - 2010年12月号、全16巻）